# Мохсен Резаї
Мохсен Резаї Міргаед (перс. محسن رضایی میرقائد) (уроджений Сабзевар Резаї Міргаед; нар. 9 вересня 1954) — іранський політик, економіст, колишній військовий командувач, і секретар Ради Доцільності Ісламської Республіки Іран.
Його називають «вічним кандидатом». Як консервативний кандидат на посаду президента Резаї взяв участь у виборах 2009 і, набравши 1,7 відсотка голосів, посів на них третє місце після переможця Махмуда Ахмадінеджада і претендента-реформатора Міра-Хоссейна Мусаві. Також був кандидатом на президентських виборах 2013 де набрав 3 884 412 голосів. Це дало йому змогу посісти четверте місце після переможця Хассана Рухані, претендентів Мохаммада Багера Галібафа і Саїда Джалілі.

## Раннє життя і освіта
Резаї народився в шахрестані Масджед Солейман 9 вересня 1954 року в релігійній кочовій сім'ї бахтіярів. Його дитинство і юність пройшли в багатому на нафту місті Масджед Солейман (Ірсолейман) на південному заході Ірану. Разом зі своїми друзями Резаї заснував «Релігійну і наукову асоціацію». 1969 року переїхав у Ахваз для навчання в школі під патронатом Національної іранської нафтової компанії. Там розпочав свою політичну проти режиму шаха. В останньому класі школи його заарештувала Служба безпеки шаха САВАК і піддала тортурам. У 17 років він провів 5 місяців у одиночній камері. Але не припинив політичної діяльності після виходу з тюрми. 1974 року прибув до Тегерана, щоб вивчати машинобудування в Іранському університеті науки і технології. Одночасно вчився і працював. САВАК посилила натиск на групи партизанів, до яких Резаї належав. Тоді він полишив університет і заснував відділення партизанських бійців у семи провінціях. Коли Рохолла Хомейні повернувся на батьківщину з вигнання, то завданням цих бійців стала охорона лідера революції. Після Ісламської революції 1979 року сім озброєних мусульманських груп об'єдналися утворивши Організації моджахедів Ісламської революції Ірану з метою охорони Ісламської революції.
Хоча Резаї вивчав машинобудування до революції 1979 року, але після Ірано-іракської війни змінив коло своїх інтересів на економіку і, закінчивши Тегеранський університет 2001 року здобув ступінь Доктора філософії.

### Президентські кампанії
Резаї був кандидатом на президентських виборах 2005 року, але зняв свою кандидатуру 15 червня 2005 року за два дні до голосування. Причиною зняття кандидатури назвав «об'єднання виборів нації» та «їх ефективність». Не підтримав жодного кандидата.
23 квітня 2009 року оголосив про свою участь у виборах 2009 року після того, як спробував знайти іншого консерватора, щоб змагатись проти Ахмадінеджада, але програв ці вибори. Також взяв участь у президентських виборах 2013, про що заявив у жовтні 2012 року.